# 西福町 (西宮市)
座標: 北緯34度44分22.858秒 東経135度20分51.954秒 / 北緯34.73968278度 東経135.34776500度

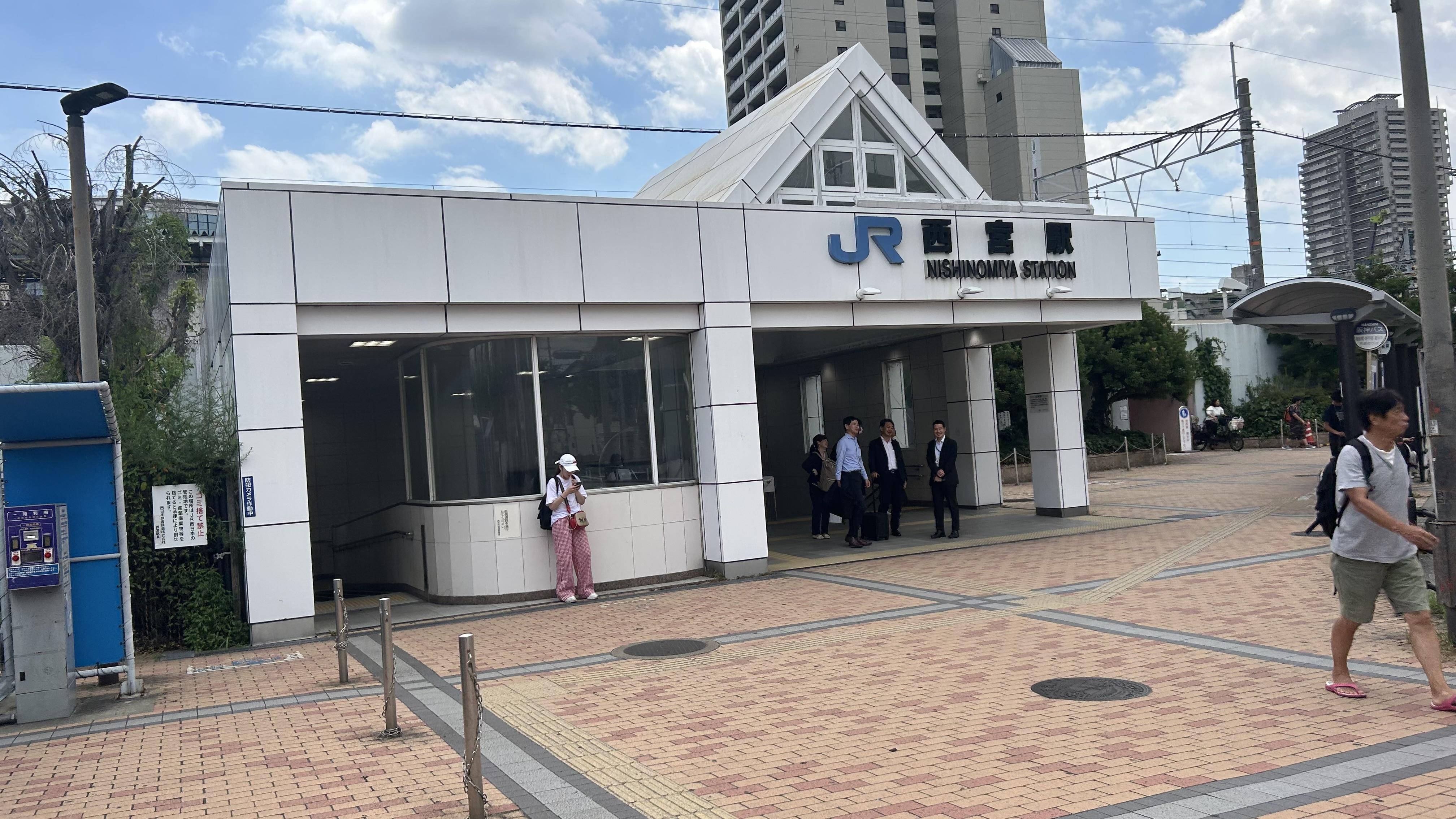
JR西宮駅北口

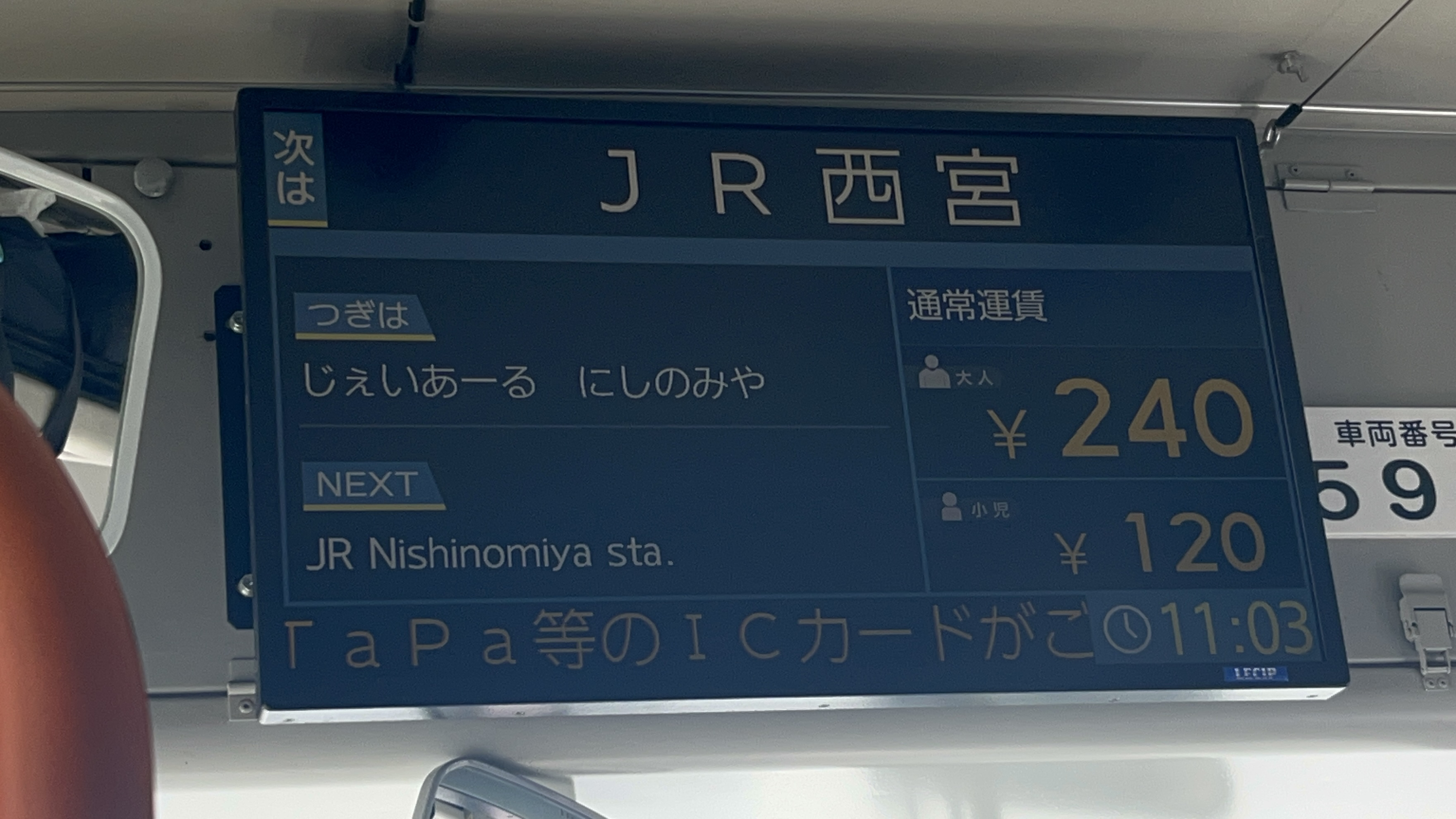
阪神バスJR西宮停留所案内

西福町（さいふくちょう）は、兵庫県西宮市にある町丁。郵便番号は662-0844。

## 地理
東は神祇官町、西は津田町、南は池田町、北は神明町と隣接している。

## 交通

### 鉄道
鉄道は走っていない。JR西宮駅が最寄りであり、北口のみ当町にある

### バス

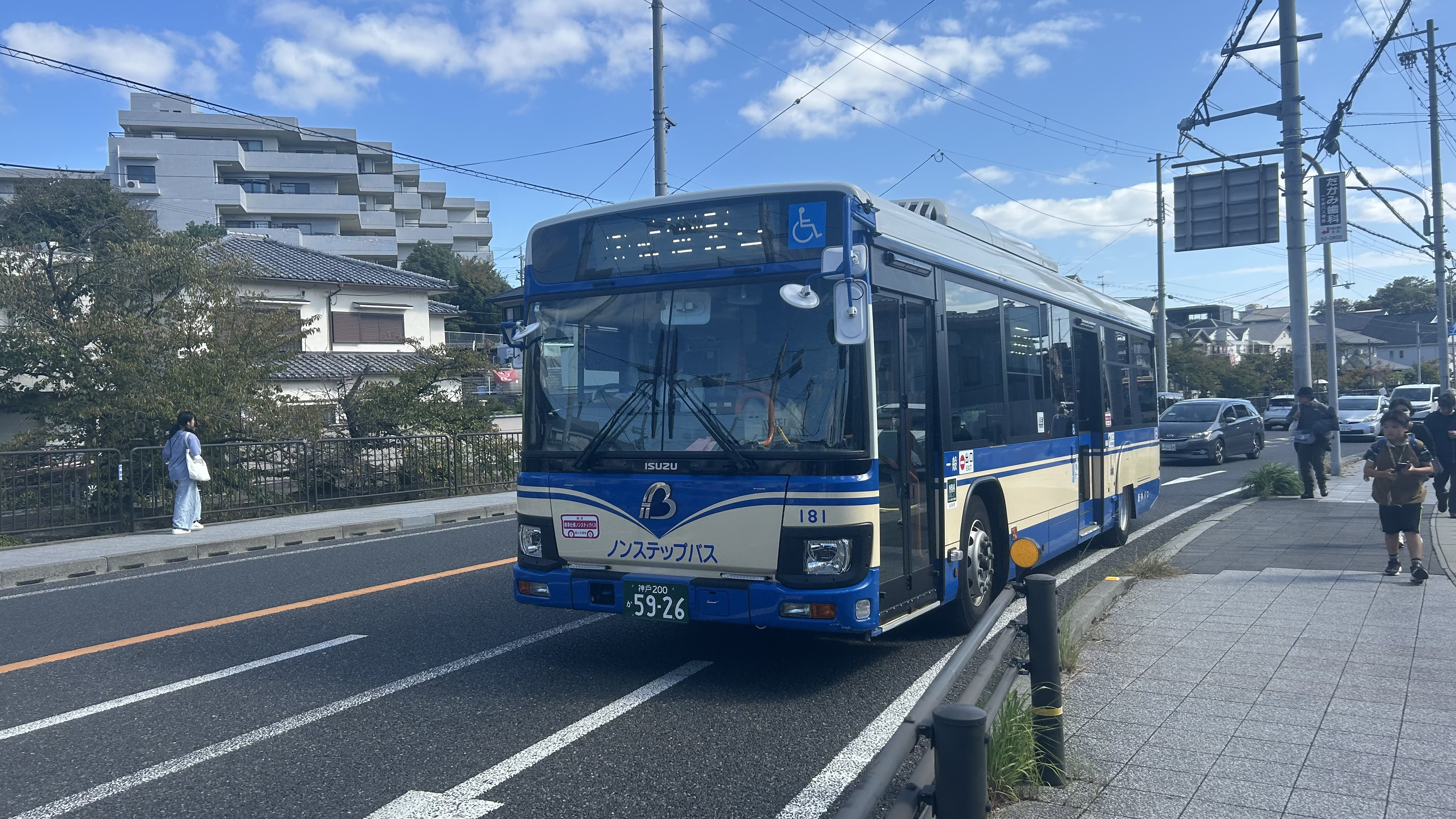
西宮山手線
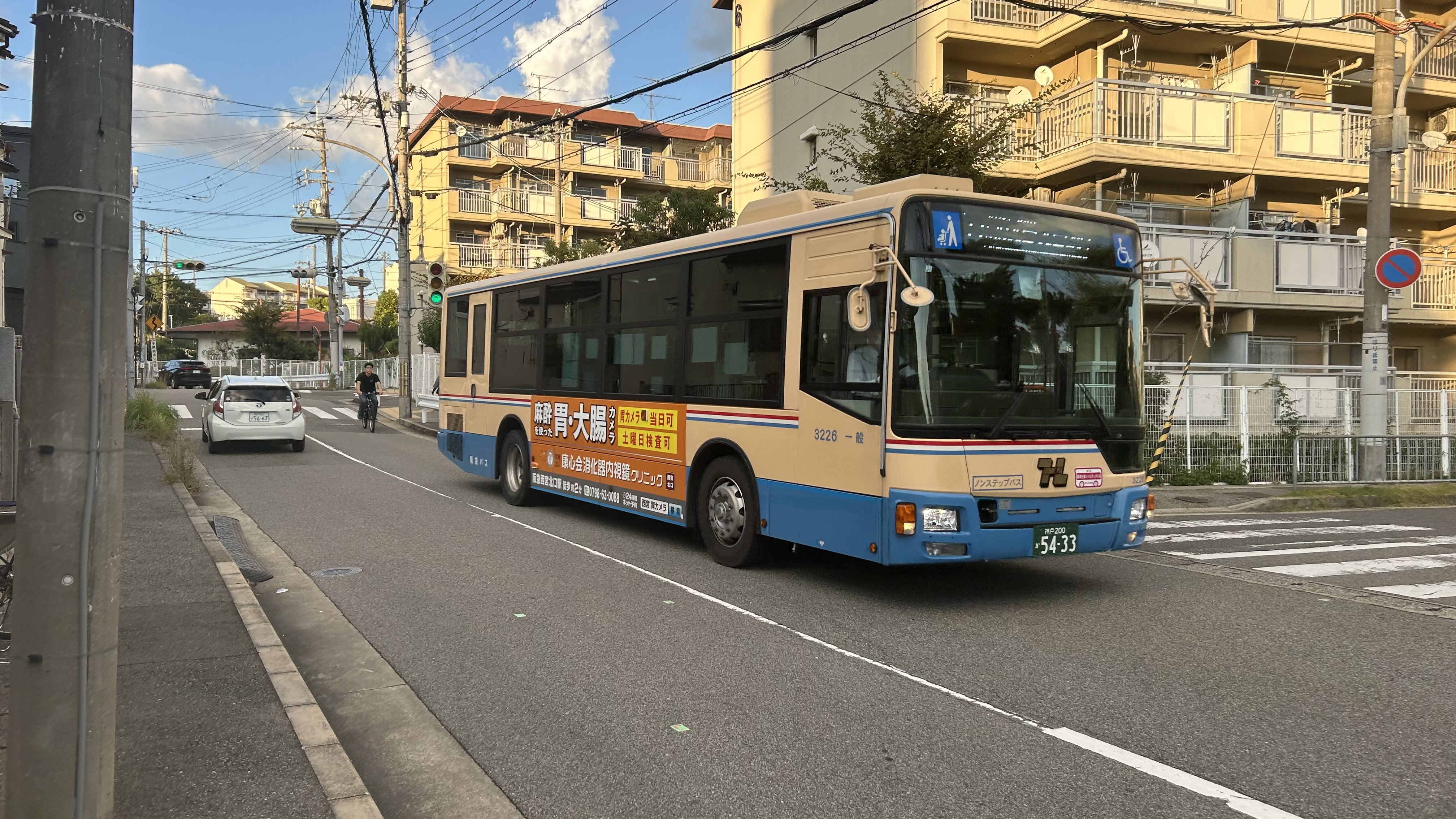
11系統
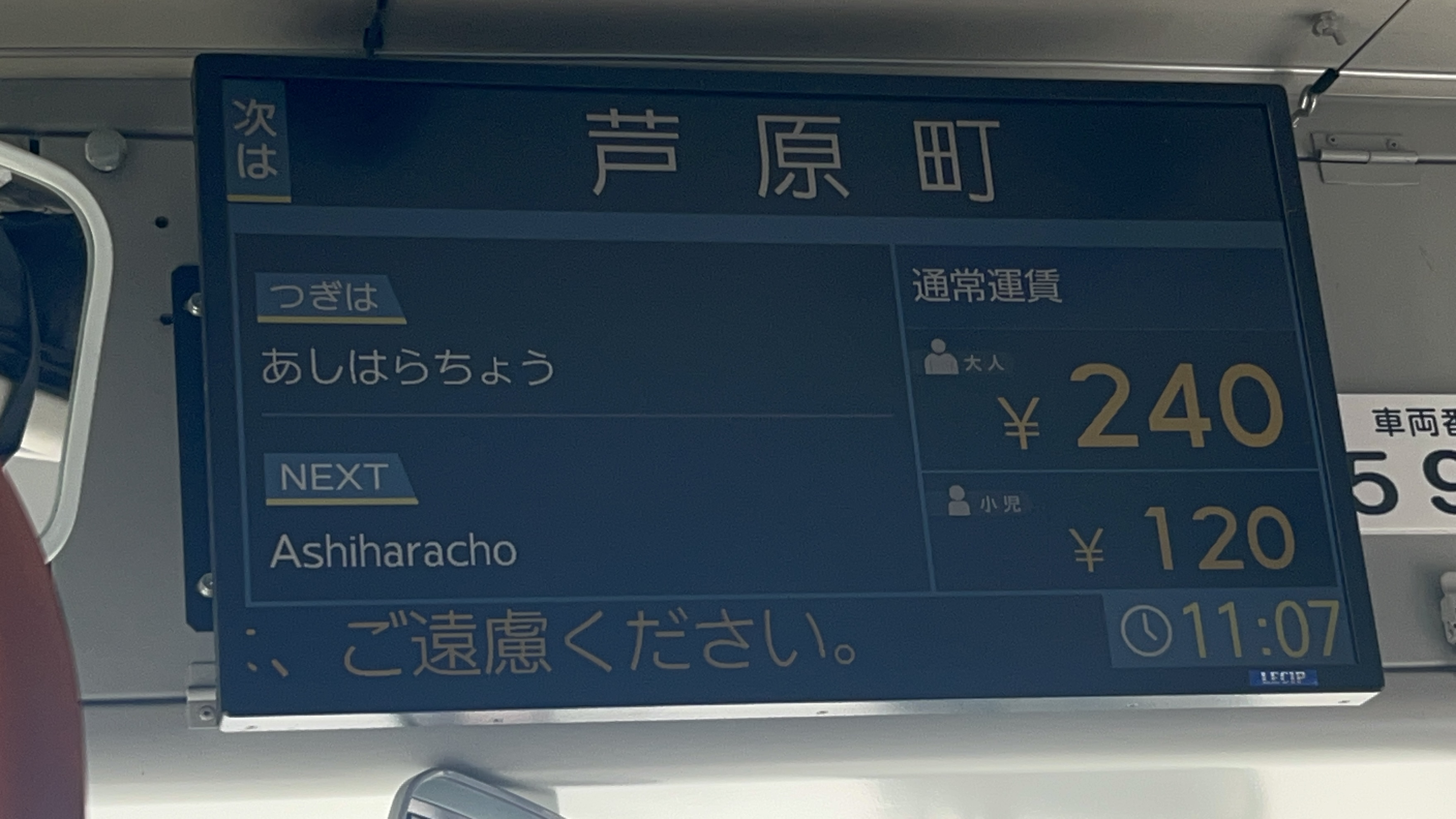
阪神バス芦原町停留所案内

阪神バス 阪急バスが通っている
| 路線名     | 業者     | 起点           | 町内の停留所                          | 終点           |
| ---------- | -------- | -------------- | ------------------------------------- | -------------- |
| 西宮山手線 | 阪神バス | (環状)         | (六湛寺町)-JR西宮-(櫨塚町)            | (環状)         |
| 鷲林寺線   | 阪神バス | (環状)         | (六湛寺町)-JR西宮-(櫨塚町)            | (環状)         |
| 西宮北口線 | 阪神バス | 阪神西宮       | (六湛寺町)-JR西宮-芦原町-(両度町)     | 西宮北口       |
| 1          | 阪急バス | 阪急西宮北口駅 | (両度町)-芦原町-JR西宮駅-(六湛寺町)   | 甲山墓園前     |
| 2          | 阪急バス | 阪急西宮北口駅 | (両度町)-芦原町-JR西宮駅-(六湛寺町)   | 甲山墓園前     |
| 11         | 阪急バス | 阪急甲東園駅   | (中前田町)-JR西宮駅-芦原町-(両度町)   | 阪急西宮北口駅 |
| 14         | 阪急バス | JR西宮駅       | JR西宮駅-芦原町-(大畑町)              | 阪急甲陽駅     |
| 16 26      | 阪急バス | 阪急西宮北口駅 | (両度町)-芦原町-JR西宮駅-(六湛寺町)   | 阪神西宮       |
| 24         | 阪急バス | (環状)         | (六湛寺町)-芦原町-JR西宮駅-(中前田町) | 阪急甲東園駅   |

- 西宮山手線
- 11系統
- 阪神バス芦原町停留所案内

## 校区
出典:
| 区域 | 小学校     | 中学校     |
| ---- | ---------- | ---------- |
| 全域 | 深津小学校 | 深津中学校 |

## 施設
- ファミリーマート ＪＲ西宮駅北口店
- 西福寺